# John Thune
John Randolph Thune (7 de enero de 1961), político estadounidense perteneciente al Partido Republicano. Es el Líder de la mayoría del Senado de los Estados Unidos en el 119.º Congreso. Desde 2005 ocupa un escaño en el Senado de los Estados Unidos, representando al estado de Dakota del Sur. Anteriormente había sido Representante entre 1997 y 2003. 
Para las elecciones de 2012 se habló sobre una posible postulación presidencial. Sin embargo, su nominación no se procesó. Ha ocupado cargos en el Consejo de Administración de los Estados Unidos.
Thune es un liberal económico, que quiere menos acción del gobierno federal. Sin embargo, es muy conservador en cuestiones sociales y familiares, y la American Conservative Union le dio una puntuación máxima de 100 en 2006. En 2005, dijo que seguía apoyando la guerra de Irak. Fue uno de los redactores de la Ley de Terrorismo Empresarial Animal de 2006. Reconoce la existencia del cambio climático pero no es partidario de las medidas para afrontarlo.